# Пропавшая грамота
«Пропа́вшая гра́мота (Быль, расска́занная дьячко́м ***ской це́ркви)»  — повесть Николая Васильевича Гоголя из цикла «Вечера на хуторе близ Диканьки». Написана предположительно в 1829—1831 годах.

## История создания
Черновой автограф повести написан чернилами на четырёх листах большого формата (с оборотом) убористым почерком с многочисленными поправками и помарками. Заглавие отсутствует. Текст черновика «Пропавшей грамоты» значительно превышает по размеру окончательную, печатную редакцию, не имея сколько-нибудь принципиального отличия от неё в сюжетном и в стилевом отношении, однако даёт многочисленные варианты и разночтения. При отделке повести отпали целые фрагменты, не включенные Гоголем в окончательную редакцию. Так, в печатный текст не вошло ни подробное описание путешествия деда из пекла на хромом, ни эпизод с горшками, надувавшими щёки. Отброшен ряд колоритных деталей. Так, при характеристике деда в черновой редакции указывалось, что он «один, бывало, иной раз выходил на медведя, а подчас и пяти человек умять ему было так же, как нашему брату отпеть воскресный кондак». Автограф повести не даёт достаточных данных для определения времени её написания. Начата, по-видимому, в 1828 году. Подтверждением этому служит письмо Гоголя к матери от 23 мая 1829 года, в котором он просил описать подробности различных карточных игр, популярных в украинском обиходе. Публикация «Пропавшей грамоты» в первой книге «Вечеров…» (цензурное разрешение датировано 26 мая 1831 года) означает, что работа над повестью была завершена не позже апреля—мая 1831 года.
Во втором издании «Вечеров…» 1836 года текст «Пропавшей грамоты» был перепечатан почти без изменений, за исключением немногочисленных замен отдельных слов и порядка слов во фразах. Однако наличие этих правок свидетельствует, что текст второго издания, по-видимому, внимательно прочитывался Гоголем.

## Сюжет
Повествование начинается с сетований рассказчика, Фомы Григорьевича, на тех слушательниц, что выпытывают у него «яку-нибудь страховинну казочку», а потом всю ночь дрожат под одеялом. Затем он рассказывает историю, что случилась с его дедом, которого гетман послал с грамотой к царице.
Дед, простившись с женой и детьми, уж наутро был в Конотопе, где была ярмарка. С зашитой в шапку грамотой дед пошёл поискать себе огнива и табаку и познакомился с гулякой-запорожцем. Они отправились дальше вместе с приставшим к ним ещё одним гулякой. Запорожец, потчуя весь вечер приятелей диковинными историями, к ночи оробел и наконец открылся, что продал душу дьяволу и этою ночью наступает срок расплаты. Дед обещался не спать ночью, чтоб пособить запорожцу. Путешественники принуждены были остановиться в ближайшем шинке. Уснули вскоре оба дедовых попутчика, так что ему пришлось нести караул в одиночку. Как мог, боролся дед со сном, но мертвый сон сморил его, он проснулся поздним утром и не нашел ни запорожца, ни коней. Пропала и дедова шапка с грамотой, которою вчера поменялся дед с запорожцем. Дед попросил совета у бывших в шинке чумаков, и наконец шинкарь указал деду, где найти чёрта, чтоб вытребовать у него обратно грамоту.
Глухой ночью дед пошёл по указанной шинкарём тропинке в лесу. Миновав все приметы, дед вышел к костру, вокруг которого сидели «страшные рожи».  Дед рассказал о своем деле, бросил им деньги, и очутился в пекле за одним столом с ведьмами, чудищами и чертями. Одна из ведьм предложила трижды сыграть в дурня: выиграет — его шапка, проиграет — останется в пекле. Оба раза остался дурнем дед, а в третий раз догадался перекрестить карты — и выиграл. Получив шапку и коня, дед правдами и неправдами выбрался из пекла и очнулся на крыше своей хаты весь в крови. Он немедленно отправляется к царице. Там, навидавшись диковин, дед забывает на время о чертях, но после этого, «ровно через каждый год, и именно в то самое время», жена его против воли пускалась в пляс и в доме творилась разная чертовщина.

## Экранизации
- 1945 — мультипликационный фильм «Пропавшая грамота».
- 1972 — художественный фильм «Пропавшая грамота» режиссёра Бориса Ивченко.